# Benjamin Flao
« Flao » redirige ici. Pour l’article homophone, voir Flahaut.
Benjamin Flao est un scénariste, dessinateur et coloriste de bande dessinée français né le 9 décembre 1975 à Nantes.
La vie secrete des arbres ; Péter Wohlleben (auteur) Fred Bernard (scénariste), Benjamin Flao (dessinateur).

## Biographie

### Enfance et formations
Benjamin Flao est né à Nantes. Son oncle, Gildas Flahault, est dessinateur et peintre, et l'inspire dès son enfance.
À quatorze ans, encore adolescent, il quitte le parcours scolaire standard, et s’inscrit à l’école d’arts graphiques de Saint-Luc à Tournai, en Belgique. Après deux années d’études, il rejoint en 1991 l’école Brassart de graphisme publicitaire de Nantes. En 1994 à l’école Émile-Cohl, il rencontre Shayan. Ils tentent de vivre du dessin, peintures murales, affiches, pochettes de disque, déco, et réalisent notamment  des caricatures de rue (sous les noms de Hekel et Jekel, en référence aux personnages de Paul Terry, Heckle et Jeckle,,,.

### Carrière
En 2002, son premier carnet de voyage, Carnet de Sibérie, Mammuthus expéditions, sur des textes de Bernard Buigues (en) est publié par Glénat, et est remarqué au rendez-vous du carnet de voyage de Clermont-Ferrand. Il y reçoit le Prix Lonely Planet. Il publie ensuite d’autres carnets de voyage, dont  Sillages d’Afrique : 20000 milles d’aventure maritime et littéraire, chez Gallimard en 2003, avec des textes d’Alban Tarneaud, d’Arnaud de La Grange et de Michael Pitiot. L'année suivante est publié l'album Érythrée, sur des textes de Nicolas Scharff,.
Après ces carnets de voyages, bien accueillis et faisant référence, il sort son  premier album de BD en 2007, remarqué par la critique : La Ligne de fuite, avec Christophe Dabitch au scénario, raconte l'histoire d'un jeune écrivain subjugué par l’œuvre et la vie d'Arthur Rimbaud. Selon la critique du journal Télérama, « L'acuité spontanée du trait « mime » brillamment le croquis sur le vif et distille le charme d'un carnet de voyage très personnel. C'est la première bande dessinée de Benjamin Flao » et le journal L'Express mentionne Flao comme « un dessinateur en équilibre instable entre le croquis de voyage et la caricature, très convaincant ». Les albums se succèdent ensuite, réutilisant quelquefois les voyages et les carnets de voyage de leur auteur.
En 2012, il illustre en bande dessinée le roman danois Heq : le chant pour celui qui désire vivre de Jørn Riel publié initialement dans les années 1990. L'album est publié aux éditions Sarbacane. Le CNLJ de la BnF accueille favorablement la publication : « Accompagné de grandes illustrations au style expressionniste, aux cadrages volontairement saisissants, ce récit nous livre avec force la vision qu'ont les Inuits de la vie et de la mort. »
Entre 2012 et 2013, il scénarise et illustre Kililana Song en deux tomes. L'histoire s'inspire de voyages qu'il a faits de 2003 jusqu'en 2007 au Kenya, sur l'archipel de Lamu. Le premier tome obtient le Prix Ouest-France - Quai des Bulles ; le second tome obtient plusieurs prix en 2013 : le Prix Lucioles BD, le  Prix Marine-Océans, le Grand prix RTL de la bande dessinée, et est en Sélection Officielle au Festival d'Angoulême 2014.
En 2014, son album écrit et dessiné avec Troubs (Jean-Marc Troubet), Va’a, une saison aux Tuamotu, publié chez Futuropolis, est de nouveau remarqué au rendez-vous du carnet de voyage de Clermont-Ferrand, et y reçoit le grand prix. L'ouvrage s'intéresse aux embarcations traditionnelles de Polynésie. À sa sortie, le journal Libération souligne : « La force de l’ouvrage, ce sont ses dessins. Certains se suivent comme dans une BD classique, animés par les dialogues entre les voyageurs et les habitants des îles. D’autres s’étalent sur plusieurs pages, se passant de mot. »
Il est également l'auteur d’aquarelles insérées dans un documentaire de Marie Brunet-Debaines sur Antoine de Saint-Exupéry,,.
En 2018 sont publiées deux bandes dessinées sur un  scénario de Fred Bernard : Essence, et Le Secret de Zara,.

## Œuvres

### Autres
- Sillages d'Afrique : 20 000 milles d'aventure maritime et littéraire, textes de Arnaud de La Grange, Michaël Pitiot, Alban Tarneaud, ill. par Benjamin Flao, Cloé Fontaine, Céline Gauvrit, et al., photogr., Véronique Durruty, Thomas Goisque, Gallimard, 2003
- Érythrée, texte de Nicolas Scharff, Glénat, 2004
- Immigrants, collectif, coédition Futuropolis et l'association BD Boum, 2010
- Rock'n'roll antediluvien, collectif, sous la direction de Baru, BD Music, 2011
- Heq : le chant pour celui qui désire vivre, texte de Jørn Riel, traduit du danois par Inès Jorgensen, Sarbacane, 2012

### Essai
- Projet Bermuda, Delcourt, juin 2007
Scénario, dessin et couleurs : [collectif] et Benjamin Flao

### One shot
- Bob Dylan revisited, Delcourt, novembre 2008
Scénario et couleurs : [collectif] - Dessin : [collectif] et Benjamin Flao - (ISBN 978-2-7560-0880-6)
- Carnets de Sibérie, mammuthus expéditions[8], Glénat, 2002
Scénario : Bernard Buigues - Dessin et couleurs : Benjamin Flao
- Essence[19],[20], Futuropolis, janvier 2018
Scénario : Fred Bernard - Dessin et couleurs : Benjamin Flao - (ISBN 978-2-7548-1179-8)
- Être là avec Amnesty international, Futuropolis, « Amnesty International », novembre 2014
Scénario : Christophe Dabitch - Dessin : [collectif] et Benjamin Flao - Couleurs : [collectif] - (ISBN 978-2-7548-1131-6)
- La Ligne de fuite[11],[12], Futuropolis, septembre 2007
Scénario : Christophe Dabitch - Dessin et couleurs : Benjamin Flao - (ISBN 978-2-7548-0089-1)
- Paroles d'illettrisme, Futuropolis, novembre 2008
Scénario : Luc Brunschwig - Dessin : Benjamin Flao - (ISBN 978-2-7548-0238-3)
- Le Secret de Zara[21],[22], Delcourt, « Les enfants gâtés », novembre 2018
Scénario : Fred Bernard - Dessin et couleurs : [collectif] et Benjamin Flao - (ISBN 978-2-7560-7408-5)
- Va’a, une saison aux Tuamotu, Futuropolis, novembre 2014
Scénario et dessin : Benjamin Flao et Troub's - Couleurs : Benjamin Flao - (ISBN 978-2-7548-1118-7)

## Prix et distinctions
- Prix Lonely Planet 2002 au rendez-vous du carnet de voyage de Clermont-Ferrand, pour Carnet de Sibérie.
- Prix Leclerc « Premier album d'un dessinateur » 2008, pour La Ligne de fuite.
- Prix Ouest-France - Quai des Bulles en 2012 pour le 1er tome de Kililana song[4]
- Prix Lucioles BD 2013[4] pour le second tome de Kililana song
- Prix Marine-Océans 2013[4] pour le second tome de Kililana song
- Grand prix RTL de la bande dessinée 2013[14] pour le second tome de Kililana song
- Sélection Officielle au Festival d'Angoulême 2014 pour le second tome de Kililana song
- Grand Prix du rendez-vous du carnet de voyage de Clermont-Ferrand 2014, pour Va’a, une saison aux Tuamotu[15]
- Sélection pour le prix Mémoires de la mer - Corderie Royale 2016[25] pour l'intégrale de Kililana song
- Prix littéraire des lycéens et apprentis de la région Sud 2020[26]
- Prix littéraire « Futurs » (d) du Conseil économique, social et environnemental 2023 pour l'album L'âge d'eau[27]